# Лаодикийская митрополия (Константинопольский патриархат)
Лаодики́йская митропо́лия (греч. Ἱερά Μητρόπολις Λαοδικείας) — одна из древнейших епархий Константинопольской православной церкви с центром в Лаодикии на границе Карии и Лидии в Малой Азии (в настоящее время находится вблизи посёлка Эскихисар в 6 км восточнее области Денизли, в Турции).

## История
В период первоначального распространения христианства в Лаодикее была основана одна из «Семи церквей» Анатолии, о которой упоминается в Откровении Иоанна Богослова (Откр. 3:14) и в Посланиях апостола Павла (Кол. 4:12).
В середине IV века в Лаодикии проходит поместный Лаодикийский собор, принявший ряд канонических постановлений.
С упадком города и уменьшением христианского населения, Лаодикийская кафедра переходит в разряд титулярных митрополий Константинопольского патриархата.

## Епископы
- Парфений Небоза (1691—1701)
- Стефан (Ковачевич) (15 августа 1851 — 1854)
- Мелетий (28 апреля 1858 — 21 июня 1869)
- Парфений (Продромидис) (2 февраля 1871 — 25 июня 1880)
- Дорофей (Георгиадис) (1 января 1928 — 12 марта 1946)
- Максим (Еорьядис) (9 июня 1946 — 10 декабря 1979)
- Иаков (Софрониадис) (25 декабря 1987 — 13 июля 2002)
- Феодорит (Полизогопулос) (с 29 августа 2018 года[1])